# براعم البحر
براعم البحر (Blastoidea) هي طائفة منقرضة من شوكيات الجلد غالبًا ما تسمى براعم البحر، حفريات براعم البحر تبدو مثل جوزية صغيرة، ظهرت لأول مرة جنبًا إلى جنب مع العديد من شوكيات الجلد الأخرى في عصر الأردوفيشي، وصلت إلى تنوعها الأكبر في فترة المسيسيبي من عصر الكربوني، ومع ذلك براعم البحر قد تكون نشأت في عصر الكمبري واستمرت حتى انقراضها في نهاية عصر البرمي منذ حوالي 250 مليون سنة مضت، على الرغم من أنها لم تكن أبدًا متنوعة مثل أقاربها المعاصرة الزنبقائيات، براعم البحر هي حفريات شائعة خاصة في العديد من صخور المسيسيبي.

## وصلات خارجية
- Blastoids at UC Berkeley Museum of Paleontology
- Palaeos.com article
- Drawings and color reconstruction of Pentremites godoni blastoid at www.emilydamstra.com
- Three Dimensional Structure and Fluid Flow though the Hydrospires of the Blastoid Pentremites rusticus